# Scopeloberyx
Scopeloberyx is een geslacht van straalvinnige vissen uit de familie van grootschubvissen (Melamphaidae).

## Soorten
- Scopeloberyx bannikovi Kotlyar, 2004
- Scopeloberyx malayanus (M. C. W. Weber, 1913)
- Scopeloberyx maxillaris (Garman, 1899)
- Scopeloberyx microlepis (Norman, 1937) (Southern bigscale)
- Scopeloberyx opisthopterus (A. E. Parr, 1933)
- Scopeloberyx pequenoi Kotlyar, 2004
- Scopeloberyx robustus (Günther, 1887) (Longjaw bigscale)
- Scopeloberyx rossicus Kotlyar, 2004
- Scopeloberyx rubriventer (Koefoed, 1953)